# Kennebecasis River
Kennebecasis River är ett vattendrag i Kanada.   Det ligger i countyt Saint John County och provinsen New Brunswick, i den sydöstra delen av landet, 700 km öster om huvudstaden Ottawa.
Runt Kennebecasis River är det i huvudsak tätbebyggt.